# Friedrich Hauschildt
Friedrich Hauschildt (* 1950 in Einfeld, Neumünster) ist ein lutherischer Theologe. Von 2000 bis 2015 war er Präsident des Amtes der VELKD und ab 2007 als Leiter der Hauptabteilung Öffentliche Verantwortung einer der Vizepräsidenten des Kirchenamtes der EKD.

## Leben und Wirken
Friedrich Hauschildt studierte von 1968 bis 1972 Theologie in Kiel und Göttingen. 1974 beendete er sein Vikariat in Kopenhagen und Kiel und arbeitete an seiner Dissertation über die Ethik Søren Kierkegaards. Von 1976 bis 1985 war Hauschildt Pastor der Nordschleswigschen Gemeinde in Feldstedt in Dänemark. 1985 wechselte er als Referent für Theologische Grundsatzfragen an das Kirchenamt der VELKD, bevor er 1991 Studiendirektor des Predigerseminars in Celle wurde. 1998 folgte die Berufung in das Kollegium des Landeskirchenamts Hannover, wo er Oberlandeskirchenrat für die Bereiche Gottesdienst, Kirchenmusik und Konfessionsökumene wurde. Im Jahr 2000 wurde Hauschildt zum Präsidenten des Kirchenamtes der VELKD berufen und zudem 2007 als Leiter der Hauptabteilung Öffentliche Verantwortung einer der drei Vizepräsidenten des Amtes der EKD. Im Juli 2015 trat er in den Ruhestand.

## Veröffentlichungen (Auswahl)

### Sören Kierkegaard
- Die Ethik Sören Kierkegaards (Studien zur evangelischen Ethik, Bd. 15), Gütersloh 1982, ISBN 3-579-00194-9.
- Christ werden. Die „Unwissenschaftliche Nachschrift“ als Wendepunkt. In: Jörg Splett/Herbert Frohnhofen (Hrsg.): „Entweder/Oder“,. Herausgefordert durch Kierkegaard, Frankfurt 1988, S. 63–81, ISBN 3-7820-0581-3.
- Lutherische Züge in Sören Kierkegaards gottesdienstlicher Rede „Bewahre deinen Fuß, wenn du zum Hause des Herrn gehest“. In: F. Hauschildt (Hrsg.): Approach to Kierkegaard. Workshop-Reports, in: Liber Academiae Kierkegaardiensis Tomus IX, København 1992, S. 18–52, ISBN 87-7421-739-9.
- Der Religionsbegriff in Sören Kierkegaards „Unwissenschaftlicher Nachschrift“. In: Ulrich Barth/Wilhelm Gräb (Hrsg.): Gott im Selbstbewusstsein der Moderne. Zum neuzeitlichen Begriff der Religion, Gütersloh 1993, S. 79–90, ISBN 3-579-00254-6
- War Kierkegaard ein lutherischer Theologe?, KuD 2011/4; S. 313–337.
- Selbstseinkönnen. Sören Kierkegaards christliche Ethik in "Die Taten der Liebe". In: Christine Axt-Piscalar/Mareile Lasogga (Hrsg.): Christliche Existenz heute. Zur Bedeutung der Theologie Sören Kierkegaards für die Praxis des Glaubens, Leipzig 2015, S. 217–252, ISBN 978-3-374-04176-3.
- Magnus Eiriksson’s Understanding of Christian Love for Our Neighbor. In: Gerhard Schreiber und Jon Stewart (Hrsg.): Magnus Eiriksson. A Forgotten Contemporary of Kierkegaard, Museum Tusculanum Press 2017, S. 267–291. ISBN 9788763543903.

### Lutherische Ekklesiologie und Bekenntnis
- Erwägungen zu den Strukturüberlegungen für die evangelischen Kirchen in Deutschland. In: epd-Dokumentation Nr. 43/2002, S. 20–26. und Texte aus der VELKD 119/2003, S. 87–96.
- Zum Verhältnis von Bekenntnis und Ordnung in einer lutherischen Kirche. Rechtstheologische Erwägungen zur Strukturdebatte der evangelischen Kirchen in Deutschland. In: Deutsches Pfarrerblatt 6/2003, S. 302–306.
- Kirche und Konfessionalität angesichts der Transformationsprozesse. In: S. Munzert/P. Munzert (Hrsg.): Quo vadis Kirche?, für FS Joachim Track, Stuttgart 2005, S. 206–215, ISBN 3-17-018881-X.
- Lutherische Identität in kirchlicher Verbindlichkeit. Wie lassen sich lutherische Identität in kirchlicher Verbindlichkeit und die Zustimmung zur Leuenberger Konkordie miteinander vereinbaren? (Oberursel, 10. November 2006). In: Werner Klän: Lutherische Identität in kirchlicher Verbindlichkeit. Erwägungen zum Weg lutherischer Kirchen in Europa nach der Milleniumswende, Göttingen 2007, S. 46–60, ISBN 978-3-7675-7092-4.
- Zur neueren Ordinationsdebatte – Versuch einer übersichtlichen Rekonstruktion eines komplexen Problems. In: H.Holze/H.M.Niemann: Kirchenleitung in theologischer Verantwortung Dankesgabe an Landesbischof Herrmann Beste, Leipzig 2007, S. 71–80, ISBN 978-3-374-02527-5.
- Zum Impulspapier der EKD „Kirche der Freiheit“ – ein Versuch, diesen Impuls kritisch weiterzudenken, ZevKR 3/2008, S. 28–40.
- Das Vietinghoff’sche Zerreißpapier – Versuch einer Rekonstruktion, FS Knuth Solo verbo, Kiel 2008, S. 622–632, ISBN 978-3-87503-132-4.
- Der Beitrag lutherischer Theologie zum europäischen Prozess In: FS Horst Hirschler: Kirche in reformatorischer Verantwortung, Hannover 2008, S. 187–199, ISBN 978-3-525-69102-1.
- Kirchenleitendes Handeln in lutherischer Perspektive. In: Ihr seid das Licht der Welt. Der Öffentlichkeitsanspruch des Evangeliums (FS zur Verabschiedung von Landesbischof Jochen Bohl), Leipzig 2015, S. 68–81. ISBN 978-3-374-04122-0.

### Ökumene
- Lutherische Kirche im Kontext der Ökumene. Eckpunkte eines ökumenischen Konzeptes der VELKD – Versuch einer Bestandsaufnahme. In: F.W.Graf/D. Korsch (Hrsg.: Jenseits der Einheit. Protestantische Ansichten der Ökumene), Hannover 2001, S. 55–80, ISBN 3-7859-0842-3.
- Die theologische Bedeutung der Leuenberger Konkordie (Vortrag in Tallinn Mai 2004), ZevKR 2005, S. 281–305.
- Synodalität (in) der evangelischen Kirche, Catholica, Vierteljahrsschrift für ökumenische Theologie 2/2016, S. 114–132.

### Homiletik und Hymnologie
- Welche Bedeutung hat die dogmatische bzw. systematisch-theologische Reflexion für die Predigtvorbereitung?. In: B. Hägglund u. G. Müller(Hrsg.): Kirche in der Schule Luthers (FS Joachim Heubach), Erlangen 1995, S. 291–305, ISBN 3-87513-100-2.
- „Das Kreuz ist aufgerichtet“ – Liedmeditation zu EG 94. In: H.-Chr. Drömann (Hrsg.): Ein Tag in deinen Vorhöfen. Christhard Mahrenholz zum Gedenken, Kloster Amelungsborn 2000, S. 67–75, ISBN 3-00-006576-8.

als Herausgeber
- Frau und Mann – befreundet in Christus, Lutherisches Verlagshaus, Hannover 1987, ISBN 978-3-785905739.
- Text und Kontext in Theologie und Kirche, Lutherisches Verlagshaus, Hannover 1989, ISBN 978-3-785905746.
- Die Gemeinsame Erklärung zur Rechtfertigungslehre : Dokumentation des Entstehungs- und Rezeptionsprozesses, Vandenhoeck & Ruprecht, Göttingen 2009, ISBN 978-3-579-01636-8.
- Dialog der Religionen: grundlegende theologische Aspekte, praktische Erfahrungen und offene Fragen, Gütersloher Verlagshaus, Gütersloh 2011, ISBN 978-3-579-01636-8.
- Emanuel Hirsch, Gesammelte Werke Bd. 46 (mit Sören Kierkegaard), Auswahl aus dem Gesamtwerk des Dichters, Denkers und religiösen Redners, Kamen 2017, ISBN 978-3-89991-182-4.